# (6536) Vysochinska
(6536) Vysochinska es un asteroide perteneciente al cinturón de asteroides, región del sistema solar que se encuentra entre las órbitas de Marte y Júpiter.
Fue descubierto el 14 de julio de 1977 por Nikolái Stepánovich Chernyj desde el Observatorio Astrofísico de Crimea.

## Designación y nombre
Designado provisionalmente como 1977 NK fue nombrado en honor a Lyudmila Iosifovna Vysochinska, compositora, pianista y crítica musical de Kiev y figura pública en toda Ucrania. Ha escrito muchas canciones basadas en la poesía de poetas ucranianos, rusos y búlgaros. Es la directora fundadora del primer Teatro de Canciones de Ucrania y sus intereses de investigación incluyen las conexiones entre los compositores y escritores clásicos ucranianos.

## Características orbitales
Vysochinska está situado a una distancia media del Sol de 2,339 ua, pudiendo alejarse hasta 2,798 ua y acercarse hasta 1,880 ua. Su excentricidad es 0,196 y la inclinación orbital 6,416 grados. Emplea 1306,71 días en completar una órbita alrededor del Sol.

## Características físicas
La magnitud absoluta de Vysochinska es 13,76. 